# むさし野 (川越市)
むさし野（むさしの）は、埼玉県川越市の町名。郵便番号は350-1170。

## 地理
川越市の南西部に位置する。北で大塚新町・四都野台・大塚と、東で新宿町、南で久保川を境に中台・むさし野南、南西から西で関越自動車道を境に南大塚と接する。3分の1ほどが電源開発の変電所、南川越変電所及び関連施設である。

### 河川
- 久保川 - 町域南辺を流れる荒川水系不老川支流の準用河川。

## 交通
鉄道駅は町域内に無いが南大塚駅が最寄り駅となる。

## 施設
- 電源開発東日本支社
- 電源開発南川越変電所[3]
- 川越市立武蔵野小学校
- 南双葉幼稚園